# Okkenhaugrusta
Okkenhaugrusta är en kulle i Antarktis. Den ligger i Östantarktis. Norge gör anspråk på området. Toppen på Okkenhaugrusta är 1 891 meter över havet.
Terrängen runt Okkenhaugrusta är kuperad norrut, men söderut är den bergig. Trakten är obefolkad. Det finns inga samhällen i närheten. 